# Steele Stebbins
Steele Stebbins  ist ein US-amerikanischer Schauspieler. Bekannt wurde er durch Auftritte in den Kinofilmen Ghost Movie 2 (2014) und Vacation – Wir sind die Griswolds (2015). Für seine Rolle als einer der beiden Söhne der Familie in letzterem Film wurde ihm 2016 ein Young Artist Award verliehen. Seit 2015 wirkte er zudem in mehreren US-amerikanischen Fernsehserien mit.

## Filmografie (Auswahl)
- 2014: Ghost Movie 2 (A Haunted House 2)
- 2015: Vacation – Wir sind die Griswolds (Vacation)
- 2015–2019: Crazy Ex-Girlfriend (Fernsehserie, 10 Episoden)
- 2016: Heartbeat (Fernsehserie, 6 Episoden)
- 2016–2017: Gamer’s Guide für so ziemlich alles (Fernsehserie, 3 Episoden)
- 2018: Overnights (Fernsehserie, 5 Episoden)
- 2019: Arrested Development (Fernsehserie, 3 Episoden)

## Videospiele
- 2017: Call of Duty: WWII (Stimme)

## Auszeichnungen
- Young Artist Award 2016: Bester Hauptdarsteller in einem Spielfilm (Kategorie 11–13-jährige männliche Schauspieler) für die Rolle in Vacation